# Combate naval de Portmán
El combate naval de Portmán fue un enfrentamiento que mantuvieron frente al cabo de Palos las fuerzas navales del Cantón de Cartagena contra la escuadra gubernamental española bajo el mando del contralmirante Miguel Lobo y Malagamba el 11 de octubre de 1873. Se dio la circunstancia de que tanto la escuadra gubernamental como la cantonal enarbolaron la bandera española, ya que antes del combate el vapor de ruedas Vigilante había sido apresado por la fragata blindada alemana SMS Friedrich Carl por el hecho de portar la bandera roja del cantón en vez de un pabellón nacional reconocido internacionalmente.

## Antecedentes
Tras la declaración del Cantón de Cartagena, quedaron bajo su mando la mayoría y las mejores unidades de la Armada Española, incluidas, entre otras, las fragatas blindadas Numancia y Vitoria.
Esta flota fue utilizada por el Cantón para atacar a otras ciudades y fue declarada pirata tanto por el gobierno como por otras potencias navales, que enviaron buques para proteger sus intereses nacionales.
Las fragatas Vitoria y Almansa se dirigieron a Almería para recaudar fondos para el Cantón y, al negarse la ciudad a pagar, fue bombardeada por aquellas el 30 de julio de 1873. Cuando se dirigían a Málaga para hacer lo mismo con esta ciudad, fueron apresadas el 1 de agosto por las fragatas blindadas HMS Swiftsure y SMS Friedrich Carl, británica y alemana, respectivamente, en virtud del decreto gubernamental que las declaraba piratas. Tras laboriosas gestiones, los dos buques fueron devueltos al gobierno en Gibraltar e incorporados a la escuadra del almirante Lobo.

## El combate

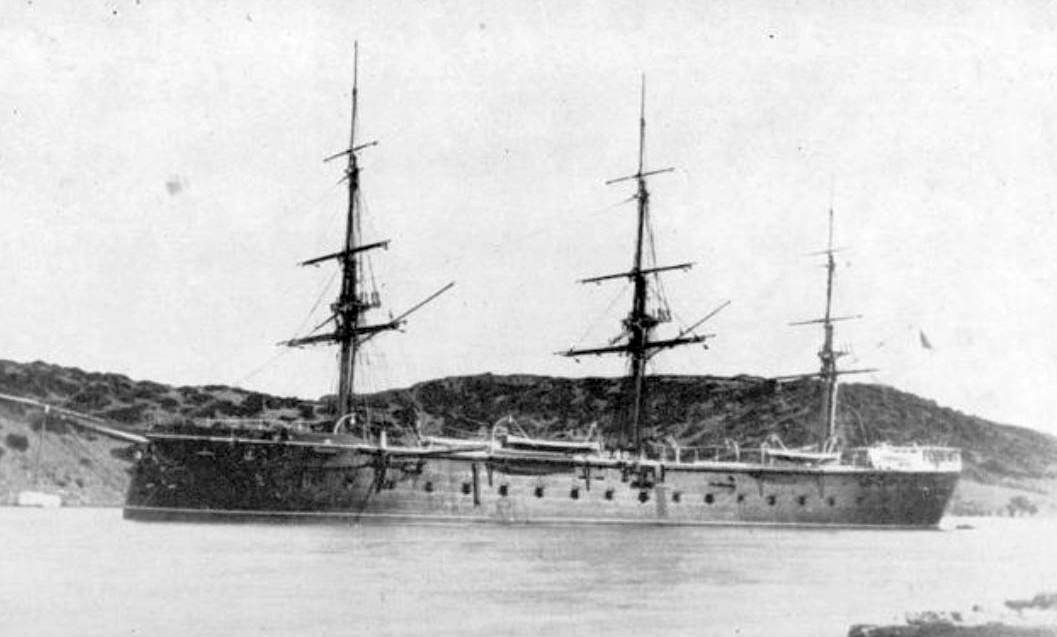
Fragata blindada Vitoria, insignia de la escuadra del almirante Lobo.
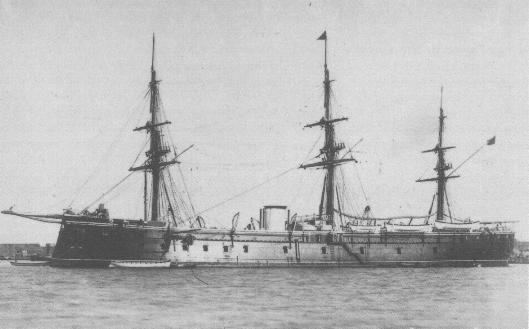
Fragata blindada Numancia, insignia de la flota cantonal.
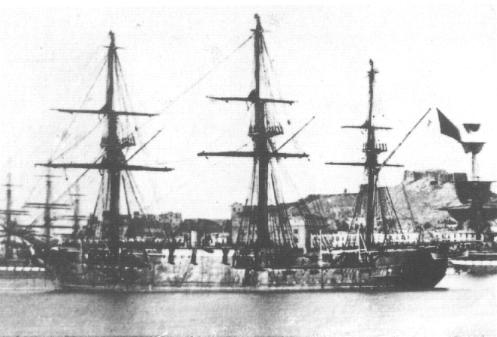
Fragata blindada Méndez Núñez, que estuvo a punto de ser abordada por la Vitoria.
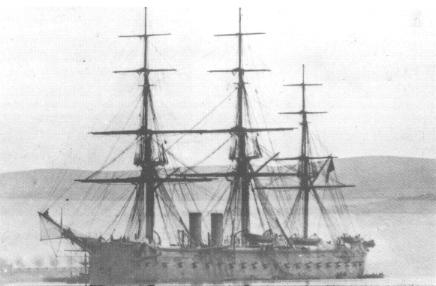
Fragata blindada Tetuán

La escuadra gubernamental, formada por la fragata blindada Vitoria, las fragatas de hélice Almansa, Navas de Tolosa y Carmen, los vapores Colón y Ciudad de Cádiz, la corbeta de hélice Diana y la goleta de hélice Prosperidad, zarpó de Gibraltar con rumbo a Cartagena el 5 de octubre. Las noticias del paso de esta escuadra por Almería llegaron al Cantón cuatro días después, tomándose la decisión de atacarla, para lo que se entregó el mando de la escuadra al general Contreras.
La escuadra cantonal adoptó una formación inicial de romboide para atacar a la escuadra gubernamental, con la Numancia en cabeza como buque insignia, cubriendo sus aletas de babor y estribor las fragatas Méndez Núñez y Tetuán, respectivamente, mientras que el vapor Fernando el Católico quedaba a la espalda. Las tres fragatas estaban mandadas por capitanes de la marina mercante y el vapor por un piloto.
Los buques cantonales partieron en las primeras horas del día 11 escoltados por buques alemanes, ingleses, franceses e italianos. Cerca del cabo de Palos avistaron a la escuadra gubernamental, con la Vitoria a la cabeza como buque insignia. Debido a su mayor velocidad, la Numancia se adelantó en exceso a su escuadra, dirigiéndose hacia ella la Vitoria, mientras en la escuadra gubernamental se daba la orden de que se atacase a la flota cantonal. De este modo, al hallarse cercada la Numancia, el plan cantonal quedaba desbaratado.
La Numancia pudo desembarazarse de la Vitoria y atacó al vapor Ciudad de Cádiz, que se libró por poco de ser destruido, y posteriormente al vapor Colón, aunque se vio obligada a dejarlos ante el cañoneo a que la sometía la Vitoria, e incluso se vio forzada a retirarse al puerto de Cartagena.
Posteriormente, el almirante Lobo viró la Vitoria contra la Méndez Núñez, la cual comenzó a retirarse cerca de la costa. Cuando la Méndez Núñez estaba a punto de ser embestida, se cruzó la fragata francesa Semiramis, evitando de este modo el hundimiento de la fragata cantonal, si bien no pudo evitar recibir una andanada de su artillería, que causó varias bajas, lo que la obligó a abandonar el combate y refugiarse en el puerto. Ante la retirada de las otras dos fragatas blindadas, la Tetuán, que había mantenido un enfrentamiento con las fragatas de hélice sin haber conseguido embestirlas, optó también por refugiarse en puerto, aunque de todas formas habían agotado sus municiones.

## Consecuencias
Tras el combate, la flota gubernamental intentó cercar por mar la ciudad de Cartagena pero, tras una nueva salida de la flota cantonal el día 13 con un nuevo mando, esta vez con una buena disposición de combate y manteniendo la Numancia su velocidad acorde al de las otras dos fragatas, que eran más lentas, la flota gubernamental optó por retirarse con rumbo a Gibraltar, ya que, además, a la Vitoria le quedaba carbón para solo dos días más y podía conseguir los refuerzos que suponían el vapor Ulloa y la fragata blindada Zaragoza. Esta retirada supuso el cese del almirante Lobo y el nombramiento para dirigir a la escuadra del Almirante Nicolás Chicarro, quien también evitó el enfrentamiento a pesar de contar con tres fragatas blindadas, al incorporarse además la fragata Arapiles.